# Krivina, Ruse
Krivina (în bulgară Кривина) este un sat în comuna Țenovo, regiunea Ruse,  Bulgaria. 

## Demografie
Componența etnică a satului Krivina
     Bulgari (97,87%)
     Nicio identificare (1,48%)
     Altele (0,63%)
La recensământul din 2011, populația satului Krivina era de 470 locuitori. Din punct de vedere etnic, majoritatea locuitorilor (97,87%) erau bulgari. Pentru 1,48% din locuitori nu este cunoscută apartenența etnică.